# Serviusmuren
Serviusmuren var en antik stadsmur i Rom.

## Beskrivning
Den romerske kungen Servius Tullius (500-talet f.Kr.) har givit namn åt denna stadsmur, men likväl påbörjades den inte förrän år 380 f.Kr. efter att galliska stammar år 390 f.Kr. hade ryckt in i Italien och år 387 bränt och skövlat Rom. Muren omslöt de sju kullarna: Capitolium, Palatinen, Quirinalen, Viminalen, Esquilinen, Aventinen och Caelius. Området i norr med Pincio, hela kvarteret kring dagens Via Veneto, området kring Stazione Termini, Lateranen samt Monte Testaccio lämnades utanför. Nämnda områden inneslöts vid uppförandet av Aurelianusmuren år 271–275 e.Kr.
Den serviska stadsmuren hade ett flertal stadsportar, av vilka det idag finns lämningar. Rester av Porta Capena finns vid Piazza di Porta Capena nära östra delen av Circus Maximus. Murrester av Porta Raudusculana finns vid Piazza Albania, icke att förväxla med den närbelägna Piazza Albina. Lämningar av Porta Viminalis finns vid Piazza del Cinquecento nära Via Marsala. Porta Esquilina kan idag beses som Gallienusbågen vid Via di San Vito mellan Via Merulana och Piazza di Vittorio Emanuele II.
Ytterligare rester finns att beskåda på Largo Leopardi på Esquilinen, bredvid Maecenas auditorium (uppfört omkring 30 f.Kr.). Vid Via Equizia på kullen Oppius finns i muren till kyrkan Santi Silvestro e Martino ai Monti lämningar, som sannolikt härstammar från den serviska stadsmuren. Bland palmerna mitt på Largo Magnanapoli finns lämningar. Andra rester kan beskådas inne på gården till Palazzo Antonelli, nr 158. Porta Labicana, vilken var belägen mellan Caelius och Oppius, nära den plats där Via Labicana kröker sig för att möta Via Merulana och övergå i Viale Manzoni inte långt ifrån Santi Marcellino e Pietro.
Porta Caelimontana stod vid dagens Porta di San Giovanni in Laterano. Den spände över dåvarande Via Tusculana på den plats, där dagens Via dei Santi Quattro och Via di Santo Stefano Rotondo löper samman strax före Piazza di San Giovanni in Laterano. Porta Querquetulana var belägen på Caelius nära dagens Piazza della Navicella. Namnet på denna port härstammar från det gamla namnet på Caelius, Mons Querquetulanus (latin ”den ekskogsbevuxna kullen”). Kullen var från början bevuxen med ekskog, innan den blev utbyggd och bebodd.
Porta Trigemina är idag försvunnen, men den var belägen nedanför Aventinens nordvästra hörn vid Tiberstranden.

## Bilder
| - Porta Querquetulana avbildad år 1820. |